# Edmund Burke

Grafika satyryczna przedstawiająca Edmunda Burke. 1782

Edmund Burke (/bɜːrk/; ur. 12 stycznia 1729 w Dublinie, zm. 9 lipca 1797 w Beaconsfield) – irlandzki filozof i polityk, twórca nowoczesnego konserwatyzmu, krytyk rewolucji francuskiej, wolnomularz.

## Życiorys

### 1729-1775
Urodził się w adwokackiej rodzinie w Dublinie. Uczył się w szkole w Kildare, a potem w Trinity College w Dublinie, który był bastionem kościoła anglikańskiego w Irlandii. W 1756 ożenił się, a w 1758 urodził mu się syn. Od 1759 przez trzydzieści lat współpracował z rocznikiem „The Annual Register”. W 1766 został wybrany do parlamentu. Jego przełożonym w partii wigów był Charles Watson-Wentworth, 2. markiz Rockingham, jednak Edmund Burke szybko stał się jednym z czołowych polityków wigowskich i miał na tyle wpływu w jej szeregach, by wprowadzić więcej dyscypliny do pracy gabinetu. Przykładowo markiz Rockingham nie widział nic przeciwko oglądaniu ulubionych wyścigów konnych w czasie ciężkiego kryzysu rządowego.

### 1775-1790
Burke próbował zrozumieć pobudki kierujące amerykańskimi buntownikami przeciw Koronie Brytyjskiej. Uważał, że rewolucja amerykańska powołuje się na anglosaskie tradycje prawne. On i brytyjscy wigowie jednak nie do końca rozumieli amerykańskie postulaty. Zakładali, że Amerykanie żądają swej reprezentacji w parlamencie, podczas gdy oni tak naprawdę chcieli, by uznano ciała ustawodawcze poszczególnych kolonii za równorzędne parlamentowi brytyjskiemu. Kult parlamentaryzmu wśród wigów przeszkadzał im w zrozumieniu amerykańskich postulatów. Kolonialny sposób myślenia bezskutecznie próbował wyjaśniać w Londynie Benjamin Franklin. Wigowie niechcący pogrzebali możliwość ugody z Ameryką.
Przeciw wigowsko-proamerykańskim artykułom Burke’a wystąpił z serią własnych torys Samuel Johnson, który dowodził, że nie można uprawiać „częściowego nieposłuszeństwa” wobec Korony, jak to robili koloniści, ponieważ z zasady każda władza jest absolutna i można się jej albo podporządkować albo nie.

### 1790-1797
Wydane w 1790 Rozważania o rewolucji we Francji można uznać za początek doktryny konserwatyzmu-ewolucjonizmu i koniec epoki oświecenia. Jednocześnie znajdujemy w jego doktrynie elementy, które sprawiają, że można go uważać za liberała i demokratę (popieranie zasady równowagi sił politycznych, niezależność parlamentu, prawa kolonii amerykańskich do niepodległości). Jego twórczość wywarła poważny wpływ na ideologię romantyzmu niemieckiego.
Burke był zwolennikiem ewolucyjnych zmian, szacunku dla twórczości i dziedzictwa wcześniejszych pokoleń. Uważał, iż pozbawione sensu jest niszczenie i budowanie świata od zera.

Według Burke’a człowiek jest istotą rozumną. Rozumowi nie można jednak bezwzględnie ufać, ponieważ człowiekiem targają liczne żądze i namiętności, które generowane są przez sprzeczne interesy. Ponieważ owe interesy zderzają się ze sobą i wywołują liczne napięcia, naturę ludzką należy oceniać negatywnie.
Burke rewolucję traktował jako niedozwolone zerwanie ciągłości historycznej. Naród jest dziełem wielu generacji, tych przeszłych, obecnych i przyszłych. Żadna generacja nie ma prawa podejmowania decyzji w imieniu pozostałych. Rewolucja jest właśnie taką nieuprawnioną decyzją. Burke godził się jednak, z pewnymi „zdobyczami rewolucji” i zamierzał włączyć je do wartości mających zostać konserwowanymi, z czym nie zgadzał się Joseph de Maistre (konserwatyzm tradycjonalistyczny).
Pisał o tym w 1790 roku, jeszcze zanim jakobini urządzali swe masowe mordy, lecz wiedział z pism Rousseau i Holbacha, że francuskie wizje polityczne, jako zbyt abstrakcyjne, wyrozumowane i pełne pogardy dla tradycji są skazane na niepowodzenie.
W Anglii polemizowali z nim prorewolucyjni pisarze jak Thomas Paine.
Zmarł w roku 1797. Kazał swe prochy rozsypać, by jakobini, którzy – jak wierzył – zwyciężą i przybędą mordować Anglików, nie zbezcześcili jego grobu. Mimo to został pochowany na Cmentarzu Świętej Marii i Wszystkich Świętych w Beaconsfield, South Bucks District, Buckinghamshire w Anglii.

## Poglądy

### Władza
Nie mamy żadnej władzy arbitralnej, którą moglibyśmy dać, ponieważ władza arbitralna nie jest rzeczą, którą jakikolwiek człowiek może posiadać, ani też taką, którą jakikolwiek człowiek może dać.
Irlandzki myśliciel był zdania, że żadna świecka władza nie może być absolutna. Aby to osiągnąć, chciał przeciwstawić sobie władze króla i parlamentu. Król powinien być tylko symbolem państwa, strażnikiem jego ciągłości i gwarantem umowy między rządzącymi a rządzonymi. Lojalność wobec króla musi być fundamentem państwa, ale nie znaczy to, że rząd musi być od niego bezpośrednio uzależniony.
Burke chciał zmienić nastawienie ludzi do partii politycznych. Rządzący mieli się kierować interesem narodowym, a nie chwilowymi zachciankami obywateli.
Burke nie uważał, żeby każdy człowiek miał prawo do udziału we władzy, ale tylko że każdy ma prawo być dobrze rządzony. Wyborcami mogą być więc tylko ci, którzy mają odpowiednie kwalifikacje. Według Burke’a kluczowa w tym aspekcie jest własność ziemska.

### Charakter władzy
Burke odbierał prawa ludziom do wypowiedzenia posłuszeństwa prawowitemu rządowi pod wpływem chwilowego nastroju. Uważał, że człowiek w okresie przedspołecznym ma dwa prawa wynikające z nieograniczonej wolności: do samozachowania i samoobrony. Jednak jako istota rozumna wybiera życie w społeczności. Wówczas jednak wolność jednostki musi zostać ograniczona, a prawo do samoobrony odebrane, ponieważ nie można mieć jednocześnie praw stanu przedspołecznego i przywilejów stanu społecznego.
Umowa społeczna nie ma charakteru jednostronnego, bowiem obie strony posiadają dzięki niej zarówno prawa, jak i obowiązki. Władza – prawo do domagania się posłuszeństwa od rządzonych i obowiązek dbania o ich interes. Społeczeństwo – obowiązek lojalności wobec władzy i prawo do zagwarantowanych swobód.

Burke uważał cywilizację za wielkie dobro, ponieważ dzięki wytworzonym w niej instytucjom człowiek jest w stanie opanować swoją złą naturę. 
Stan społeczeństwa obywatelskiego jest stanem natury – i to znacznie prawdziwiej niż dziki i bezładny sposób życia. Człowiek jest z natury rozumny i nigdy nie będzie w pełni zadowolony w swym naturalnym stanie, a tylko wtedy, gdy umieszczony zostanie tam, gdzie rozum może być najlepiej kultywowany i gdzie najbardziej on dominuje.
Dobrowolna umowa społeczna z czasem traci swój dobrowolny charakter. Rodząc się, stajemy się członkami społeczeństwa, a zobowiązania z tej umowy wynikające zostają na nas nałożone bez naszej zgody. Stajemy się częścią narodu, łańcucha pokoleń złączonego powinnością wypełnienia umowy, powinnością życia w cywilizacji. Bycie członkiem takiej wspólnoty przynosi liczne korzyści, choćby możliwość z korzystania z nagromadzonego przez wieki doświadczenia, ale i konkretne obowiązki: nieprzeciwstawianie się tradycji i zachowywania osiągnięć przodków dla przyszłych pokoleń. 
Jedną z pierwszych i najważniejszych zasad uświęcających państwo i prawa jest bowiem zasada głosząca, że jego przejściowi właściciele i dożywotni dzierżawcy nie powinni działać tak, jakby byli jego wyłącznymi panami, niepomni na to, co otrzymali od przodków i co winni są potomnym.
Burke więc stanowczo opowiada się przeciw temu, aby każde pokolenie na nowo określało warunki społecznego kontraktu.
Nakaz szacunku do tradycji, dla ukształtowanych instytucji ustrojowych, dla naturalnie powstałych wspólnot i więzi społecznych wynika z przekonania o ograniczonych możliwościach rozumu jednostki. Rozum nie może objąć swoim wąskim spojrzeniem całego bogactwa rzeczywistości. Dlatego nad wszystkie abstrakcyjne, aprioryczne teorie należy przedłożyć to tradycję.

Burke nie odmawia jednak obywatelom prawa do zmieniania czegokolwiek w państwie, rozumie konieczność dokonywania reform. Lecz muszą być one cząstkowe, rozważne i odwoływać się do przeszłości. 
Skłonność do zachowywania i zdolność ulepszania wzięte razem – oto wzór męża stanu.
Prawdziwą moc posiadają tylko te instytucje i prawa, które opierają się na zwyczaju. Rząd powinien więc dbać by nie stały się martwe i jednocześnie nie uśmiercać ich własną działalnością. W dobrym społeczeństwie nic nie jest ani zupełnie nowe, ani zupełnie stare. Nic nie powinno dziać się nagle, zmiany musza następować, lecz prawie niedostrzegalnie – nie zniszczą wtedy misternej sieci społecznych powiązań, trudnej do stworzenia, a tak prostej do zerwania. 

### Relacja jednostki i społeczeństwa
Główną ideą Burke’a jest harmonia. Równowaga rządzących i rządzonych, interesu prywatnego i publicznego, struktury społecznej etc.
Wszelkie tendencje ujednolicające są szkodliwe. Obywatele są równi wobec prawa i obowiązuje ich jedna moralność. Żadna inna równość nie istnieje. Nie jest to niesprawiedliwe, ponieważ wyższa pozycja nie gwarantuje większego szczęścia. Arystokracja jest czynnikiem konstytuującym naród. Jej przypadają największe przywileje, ale i największa odpowiedzialność. Burke’owi chodzi o naturalną arystokrację – cnoty i rozumu. Uszczypliwie wypowiada się o arystokracji z urodzenia. Przyznaje, że nie należy przeciwstawiać się naturalnemu procesowi selekcji elit. Wejście do niej powinno być możliwe, co nie znaczy, że proste.
Droga owa powinna być tym trudniejsza, że arystokracja wiąże się dla Burke’a z własnością. Własność jest najpożyteczniejszą podstawą rządzenia, dlatego struktura parlamentarnej reprezentacji powinna odwzorowywać strukturę własności. Własność jest z natury rzeczy „bojaźliwa i opieszała”, więc łączy się raczej z umiarkowaniem i zachowaniem ciągłości, niż  z pragnieniem zmiany.
W takim naturalnie ukształtowanym, hierarchicznym społeczeństwie relacja między władzą a obywatelem nie jest jedyna i w żadnym razie nie najważniejsza. Na społeczeństwo składają się bowiem niezliczone ciała pośredniczące: od rodziny i społeczności lokalnej zaczynając. Prawo i siła nie są tu jedynym spoiwem, ważniejsze są więzi nieformalne, zwyczajowe lojalności czy wspólne wierzenia.
Mówiąc, że każdy człowiek ma swoje zadanie do spełnienia, kładzie się nacisk na jego społeczną naturę, Burke jednak wcale nie zmierza w stronę przekonania o konieczności ubóstwienia państwa. Nie przedkłada on zbiorowości ponad jednostkę – jej szczęście jest dla niego wciąż ważne. Szczęście nie sprowadza się tylko do realizacji potrzeb wiążących się ze wspólnotą, ale tylko w niej wolność może być trwała. Osiągnięta zostały w nim odpowiednie proporcje przymusu i wolności.
Porządek owocuje bezpieczeństwem i poczuciem pewności. Ogranicza anarchiczne i destrukcyjne instynkty wolności. Burke zawsze przedstawiał się jako jej obrońca, ale nie  tej abstrakcyjnej. W oczach Burke’a społeczeństwo ze swoimi nakazami i zakazami, prawami i obowiązkami nie jest wrogiem wolności.
Wolność bowiem możliwa jest nie wbrew społeczeństwu, ale dzięki niemu. Prawdziwa wolność to wolność społeczna, cywilizowana, ograniczona i rozumna, nie skrajnie indywidualistyczna i samolubna. Tak pojmowana wolność nie jest wartością, której należy strzec.
Nie znaczy to jednak, że to jedyna wartość warta uwagi. Porządek, własność, tradycja, moralność to sprawy równie ważne, których nie należy poświęcać w imię wolności.

### Ekonomia
Burke broni też wolności jako podstawy działań ekonomicznych. Jest przeciwny obecności państwa w gospodarce. Uważa, że powinno się ono ograniczyć do zapewnienia uczciwości wymiany i ochrony własności. Bezwzględne poszanowanie własności jest absolutną koniecznością. Uważa bezpieczeństwo zachowania efektów swojej pracy i możliwość przekazania ich potomnym za główny bodziec do pracy. Nierówności społeczne nie są niesprawiedliwe, ale użyteczne, ponieważ właśnie różnorodność wyzwala inicjatywę jednostek. Gdyby nie ona, państwu zagrażałaby ekonomiczna stagnacja. Poglądy Burke’a są odzwierciedleniem zasady laissez faire.

### Krytyka rewolucji
Edmund Burke nie akceptował rewolucji francuskiej. Potępiał ją, w imię tych samych zasad, które nakazywały mu bronić rewolucji amerykańskiej. W Ameryce przeszłość pozostawała ważnym układem odniesienia, we Francji nie. Rewolucja tam oznaczała zerwanie ciągłości i zniszczenie tradycji. Wyobrażała sobie ona, że społeczeństwo można skonstruować ad hoc, a wszystkie tradycyjne relacje można zastąpić jedną centralną – między władzą a ludem. 
Wściekłość i szaleństwo mogą w pół godziny zniszczyć więcej, niż roztropność i przezorność potrafią zbudować w ciągu stu lat.
Przyznawał rację Tomaszowi z Akwinu, który twierdził, że tylko w porządku teoretycznym istnieje prawda, w praktyce natomiast celem powinno być dobro. Poszukiwanie prawdy nie powinno być celem życia społecznego. Jego zasadą jest bowiem kompromis, a roszczenia prawdy są zawsze absolutne.
Ponadto krytykował założenia racjonalistów dotyczące pozytywnej wizji natury ludzkiej. Według Burke’a człowiek jest niedoskonały i dlatego potrzebuje zewnętrznego, religijnego źródła moralności.

### Prawa człowieka
Burke nie wierzył w naturalne prawa człowieka, a wręcz uważał je za wysoce szkodliwe, ponieważ prawa muszą wiązać się z obowiązkami. Obowiązki podtrzymują cywilizację, a to ona jest gwarantem praw. Stąd tak silna krytyka rewolucji francuskiej, bo abstrakcyjna idea praw człowieka wywłaszcza ludzi z ich rzeczywistych uprawnień. Prawa człowieka i jego wolności wynikają i są gwarantowane tylko przez wytworzone przez niego struktury społeczne i instytucje.

## Publikacje
- O duchu i naturze rewolucji - wybór pism
- Odwołanie od nowych do starych wigów - wybór pism
- Refleksje i dane o nieurodzaju - memorandum[6]
- Rozważania o rewolucji we Francji - książka